# 滋賀女子中学生自殺配信事件
滋賀女子中学生自殺配信事件（しがじょしちゅうがくせいじさつはいしんじけん）は、2013年（平成25年）11月24日に、滋賀県近江八幡市で女子中学生が飛び降り自殺した事件。女子生徒はスマートフォンで、自身の自殺の様子を実況中継していた。インターネットの普及に伴って生じた、新たな形態の若者の自殺の一例であるとされる。

## 女子生徒
女子生徒（当時14歳）は近江八幡市立の中学校3年生で、自殺を決行した鷹飼町南のマンションに在住しており、両親と弟との4人家族だった。学校では物静かで、3年になってから欠席するようになったが、いじめの被害に遭ったり嫌われたりはしていなかった。また、自殺の前日には友人とショッピングに出掛けており、その際にも悩んでいる素振りはみられなかったという。
一方、以前から女子生徒は同級生には隠してネット上の活動を行っているという一面もあり、ダンスの動画を配信するなどして、人気のネットアイドルとなっていた。また自殺の1週間前、電子掲示板「2ちゃんねる」で、「自殺配信がしたい。私はそういうのにあこがれていました。いっそ死んじゃったらみんなびっくりするんだろうなぁ。（中略）自殺配信いきなりやったら伝説だ」などと書き込んでいた。

## 自殺騒動
2013年（平成25年）11月24日未明、女子生徒はスマートフォンを使用して、飛び降り自殺の光景を実況中継した。コメント欄には「こんな夜中にどこへ行く」「落ちたらむちゃくちゃ痛いで」と心配や制止のコメントが殺到したが、女子生徒は「ごめんなさい、ごめんなさい」と繰り返し、そのまま飛び降りた。
午前3時55分頃になって、マンションの玄関付近で女子生徒がうつぶせで倒れているのを、新聞配達員の女性が発見して110番通報した。発見時、顔面は損傷しておらず、そばにはマスクと片方の靴が転がっており、足にはまだ温もりが残っていた。約5分後に到着した警察が心臓マッサージを行ったが、女子生徒は既に心肺停止状態で、呼び掛けへの応答はなく、搬送先の病院で約3時間後に死亡が確認された。
また、女子生徒の自室のごみ箱が13階と14階の間の非常階段にあったことなどから、このごみ箱を踏み台にして約1.4メートルの壁を乗り越え、飛び降りたものとみられた。
女子生徒の自殺が報道されると、ネット上では実況中継の自殺は本当の出来事であったとして、騒動が広がった。一方、ネット上の騒動とは裏腹に、大手新聞は動画については一切触れず、最小限の事実の報道に留められたが、J-CASTニュースはこれを、連鎖自殺を防ぐための自主規制であろうとしている。

## 分析・影響
精神科医の町沢静夫は、インターネットやスマートフォンの普及で気軽に動画を上げることができるようになったことから、若い世代ほど人に見られたいという願望が高まっており、深い悩みがなくとも突発的に死を選択したがる若者が増えていること、自分中心で残された者がどう思うかという想像力にも欠けていることなどを指摘している。
衞藤暢明と川嵜弘詔は、1999年（平成11年）の南条あやの自殺と並べて本事件に言及し、インターネットによって生じた「今までになかった新しい形態の思春期の自殺」の例としている。
女優の春名風花は、自身がいじめ問題と向き合うきっかけとなった出来事として本事件を挙げている。事件後に、春名は女子生徒が自らのTwitterアカウントをフォローし、「春名風花になりたい。あこがれる」と投稿していたことを知ったという。2018年（平成30年）のそれでも世界が続くならの篠塚将行との対談では、「それが今でも引っかかっていて。（中略）その子のなかに春名風花が存在していたっていうことがとても嬉しくもあり、いろんな発信をしてきたけれど、救えるほどの力はなかったんだなという無力感もあり。ぼくは結局、悩んでいる子のことを詳しく知ることができるわけじゃないし、ただ言っているだけしかできない。でも他にできることはなくて、どう考えてもなくて。やっぱり発信を頑張るしかない」と語っている。